# ラスマス・ラードフ

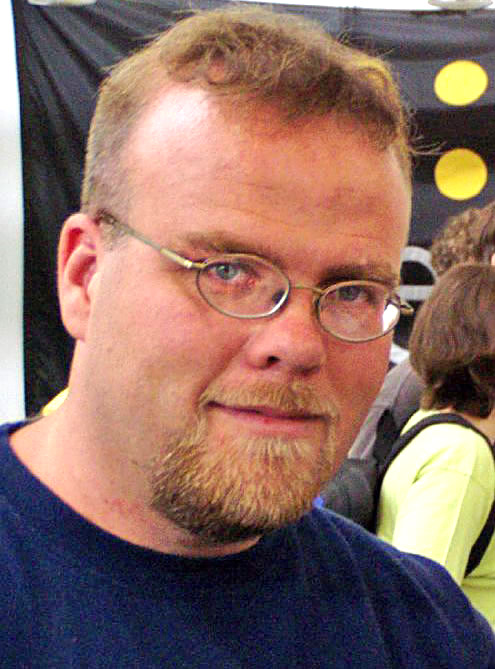
ラスマス・ラードフ

ラスマス・ラードフ（Rasmus Lerdorf, 1968年11月22日 - ）はデンマーク系カナダ人のプログラマで、プログラミング言語PHPの最初のバージョンであるPHP/FIの開発者。また、アンディ・ガトマンズ、ゼーブ・スラスキーによるPHPの後継バージョンの開発にも携わり、その発展に寄与した。
出生地はグリーンランド。
1993年にカナダのウォータールー大学においてシステムデザイン工学分野での応用科学学士号 (BASc) を取得し、同大学を卒業。2002年9月より2009年11月6日までYahoo!の技術者として働く。